# Kalle Anka som dräng
Kalle Anka som dräng (engelska: Old MacDonald Duck) är en amerikansk animerad kortfilm med Kalle Anka från 1941.

## Handling
Kalle Anka har en bondgård med bland annat en ko vid namn Clementine. När han försöker mjölka henne blir han dock distraherad först av kons svans och sedan en fluga.

## Om filmen
Filmen hade svensk premiär den 19 april 1943 på biografen Spegeln i Stockholm.
Filmen har haft flera svenska titlar. Vid biopremiären 1943 fick den under titeln Kalle Anka som dräng. Alternativa titlar till filmen är Kalle Anka som bonde och Kalle Anka som farmare.
Filmen finns sedan 1997 dubbad till svenska.

## Rollista

### Originalversion
- Clarence Nash – Kalle Anka
- Pinto Colvig – grisar[7]

### Svensk röst
- Andreas Nilsson – Kalle Anka[6]